# El señor de la sierra
El señor de la sierra es una novela escrita por el hondureño Ramón Amaya Amador en 1957, pero que fue publicada por primera vez en 1987 por la Editorial Universitaria de la Universidad Nacional Autónoma de Honduras en Tegucigalpa. La primera edición de la novela cuenta con un prólogo del historiador Mario Felipe Martínez Castillo y una nota aclaratoria sobre la diferencia entre los hechos relatados en la novela y los hechos revelados en investigaciones científicas, esto debido a las limitaciones documentales de Ramón Amaya Amador en la época en que la novela fue escrita.

## Argumento
La novela se centra en la lucha de los pueblos indígenas de la Honduras prehispánica contra los conquistadores españoles. Las relaciones entre los indígenas guerreros juegan un papel importante en la narración de la novela. Y además se relatan las hazañas del héroe lenca Elempira.